# Полулях, Вячеслав Владиславович
Вячесла́в Владисла́вович Полуля́х (род. 14 января 1970, Запорожье) — украинский футболист, нападающий.

## Биография
Начал карьеру в составе мелитопольского «Торпедо». На профессиональном уровне дебютировал 29 августа 1992 года в матче Третьей лиги Украины против «Нивы-Борисфен» (1:0). В следующем году перешёл в «Торпедо» из Запорожье, выступавшее в Высшей лиге Украины. Дебют на этом уровне состоялся для Полуляха в игре 8 августа 1993 года против винницкой «Нивы» (0:0). Отыграв один сезон на высшем дивизионе Полулях вернулся в Мелитополь, где представлял «Торпедо» в течение следующих двух лет.
В сентябре 1996 года попробовал свои силы в мини-футболе, сыграл три матча в Высшей лиге Украины за «Запорожкокс».
Сезон 1996/97 провёл в Венгрии, защищая цвета «Штадлера». После этого вернулся на родину, присоединившись к ужгородской «Верховине», которая по итогам сезона 1997/98 вылетела из Первой лиги Украины. С 1998 по 2001 год являлся игроком любительского клуба ЗАлК из Запорожья. В 2001 году одел футболку мелитопольского «Олкома», выступая за команду во Второй лиге на протяжении следующих двух лет.
Летом 2003 года подписал контракт с молодёжненской «Крымтеплицей», дебютировавшей во Второй лиге. По итогам сезона команда заняла третье место, а сам Полулях стал лучшим бомбардиром команды с 9 забитыми голами. Первую половину сезона 2004/05 провёл на правах аренды в «Олкоме». После этого играл за любительский «Спартак» из Молодёжного, в составе которого становился бронзовым призёром Кубка Крымтеплицы 2007 года и участвовал в Кубке украинской лиги. В дальнейшем играл за команду ветеранов КСХИ (Аграрное) с которым побежал на чемпионате Украины среди ветеранов.